# 미사사촌 (사이타마현)
미사사촌(美笹村)은 사이타마현 기타아다치군에 설치되었던 촌이다. 현재의 도다시 서부, 사이타마시 미나미구 서부에 해당한다.